# Cytospora salicis
Cytospora salicis är en svampart som först beskrevs av August Karl Joseph Corda, och fick sitt nu gällande namn av Gottlob Ludwig Rabenhorst 1844. Cytospora salicis ingår i släktet Cytospora och familjen Valsaceae.   Inga underarter finns listade i Catalogue of Life.